# Talgfettaminoxethylat

Allgemeine Struktur

Talgfettaminoxethylat oder Talgalkylaminethoxylat, engl. Polyethoxylated tallow amine (POEA), Tallowamin, auch Talgamin, ist ein nichtionisches Tensid und ein Stoffgemisch von acylierten Aminethoxylat-Polymeren unterschiedlicher Länge. Es gehört zu den Fettaminen, ist eine gelbbraune Flüssigkeit und gut in Ethanol und Wasser lösbar.

## Verwendung
Talgfettaminoxethylate werden in vielen Herbiziden als Zusatz verwendet, um die Penetration des Wirkstoffs durch die Pflanzenzellwand zu verbessern. In Kosmetikprodukten wird es in der Liste der Inhaltsstoffe als PEG-10 HYDROGENATED TALLOW AMINE (INCI) angegeben.

## Wirkung
Es wurde gezeigt, dass Talgfettaminoxethylate die Zellmembranen der Kiemen von Wasserorganismen zerstören. In Kombination mit Glyphosat und Aminomethylphosphonsäure (AMPA) kommt es zu synergistischen Effekten, die Apoptose und Nekrose in menschlichen Nabelschnurzellen, embryonischen Zellen und Plazentazellen hervorruft, da sie die Durchlässigkeit der Zellmembran erhöhen.

## Gesundheitliche Bedenken
Die französische Umweltministerin Ségolène Royal hat im Februar 2016, im Zusammenhang mit der in diesem Jahr erforderlichen (Weiter- oder Nicht-)Zulassung von Glyphosaten und damit von Roundup im Acker- und Gartenbau für die gesamte Europäische Union, EU, ein Forschungsinstitut beauftragt, die Gesundheitsrisiken des Stoffes zu untersuchen:

„Royal hat ANSES aufgefordert, umgehend eine Neubewertung von Produkten des Pflanzenschutzes vorzunehmen, welche Glyphosate mit Beimischungen, vor allem solchen aus der Familie der Tallowamine, enthalten … Royal forderte, die Marktzulassung von allen solchen Produkte zu widerrufen, welche bedenkliche Risiken darstellen.“

Die Ländervertreter im „Ständigen EU-Ausschuss für Pflanzen, Tiere, Lebensmittel und Futtermittel“ haben im Juli 2016 die bisher übliche Beimischung von POEA zu Glyphosat untersagt. Das Verbot gilt seit dem 22. August 2016.